# Türkische Republik Nordzypern
Die Türkische Republik Nordzypern (kurz TRNZ oder auch Nordzypern bzw. Nord-Zypern, türkisch Kuzey Kıbrıs Türk Cumhuriyeti – KKTC, im Englischen TRNC) ist ein De-facto-Regime im Norden der Mittelmeerinsel Zypern, das von der internationalen Staatengemeinschaft mit Ausnahme der Türkei nicht als Staat anerkannt wird. De jure gehört das Gebiet zur Republik Zypern, deren Regierung seit der Okkupation des Nordens im Jahre 1974 durch die türkischen Streitkräfte keine Hoheit über dieses Territorium mehr ausübt. Dennoch geht auch die Europäische Union (EU) von der Unteilbarkeit der Insel aus. Damit gilt das Gebiet der Türkischen Republik Nordzypern als ein Sondergebiet der Europäischen Union.
Hauptstadt der Türkischen Republik Nordzypern ist Lefkoşa (Nord-Nikosia).

## Geographie
Zypern ist die östlichste unter den größeren Inseln des Mittelmeeres. Insgesamt weist sie eine Fläche von 9251 km² auf, wovon 3355 km² auf Nordzypern entfallen. Die Entfernung zur Türkei beträgt etwa 75 km, zu Syrien ungefähr 95 km.
Die zur Küste hin abfallende, ansonsten schroffe Kette des Kyrenia-Gebirges (gr.: Πενταδάκτυλος, türk.: Beşparmak) durchzieht Zypern in west-östlicher Richtung parallel zur Nordküste. Die Küste setzt sich aus teils ausgedehnten Sand- und Kiesstränden sowie steil abfallenden Felsküsten, gesäumt von kleinen Buchten, zusammen.

## Bevölkerung
Die Bevölkerung besteht einerseits aus Zyperntürken, die ab 1570/71 auf der Insel angesiedelt wurden und infolge des Zypernkonfliktes zum großen Teil ihre Heimatorte im Süden der Insel verlassen und in den Norden der Insel umsiedeln mussten, andererseits aus nach der Besetzung Nordzyperns durch die türkische Armee im Jahre 1974 und der Teilung der Insel vom türkischen Festland und vor allem aus Anatolien eingewanderten Türken. Die Anwesenheit der türkischen Armee und die Förderung der Ansiedlung von Festlandtürken werden von der internationalen Staatengemeinschaft kritisiert und sind nach dem Völkerrecht illegal.
Bei der Volkszählung 2006 lebten de facto 265.100, de jure 256.644 Einwohner, davon 178.031 Staatsbürger und 78.613 Ausländer, in der Türkischen Republik Nordzypern. Unter den Ausländern stellten Türken, die als Angestellte, Arbeiter oder Studenten an einer der sechs Universitäten dort lebten, mit 70.525 Einwohnern den größten Anteil. Auf Basis der Volkszählung von 2011 schätzte die State Planning Organization die De-facto-Bevölkerung zum 31. Dezember 2019 auf 382.230.
Im Jahr 1975 fand ein organisierter Bevölkerungsaustausch auf Zypern statt, bei dem insgesamt ca. 159.000 bis 200.000 griechische Zyprer den Norden und ca. 58.000 bis 63.000 türkische Zyprer den Süden der Insel verließen.
Kleinere Minderheiten bilden auf der Halbinsel Karpas im Nordosten der Insel vor allem in Dipkarpaz verbliebene Zyperngriechen sowie syrisch-aramäische Maroniten.
Im Gegensatz zum Süden, wo neben Griechisch auch Türkisch Amtssprachenstatus hat, ist die alleinige Amtssprache Nordzyperns Türkisch.

## Religion

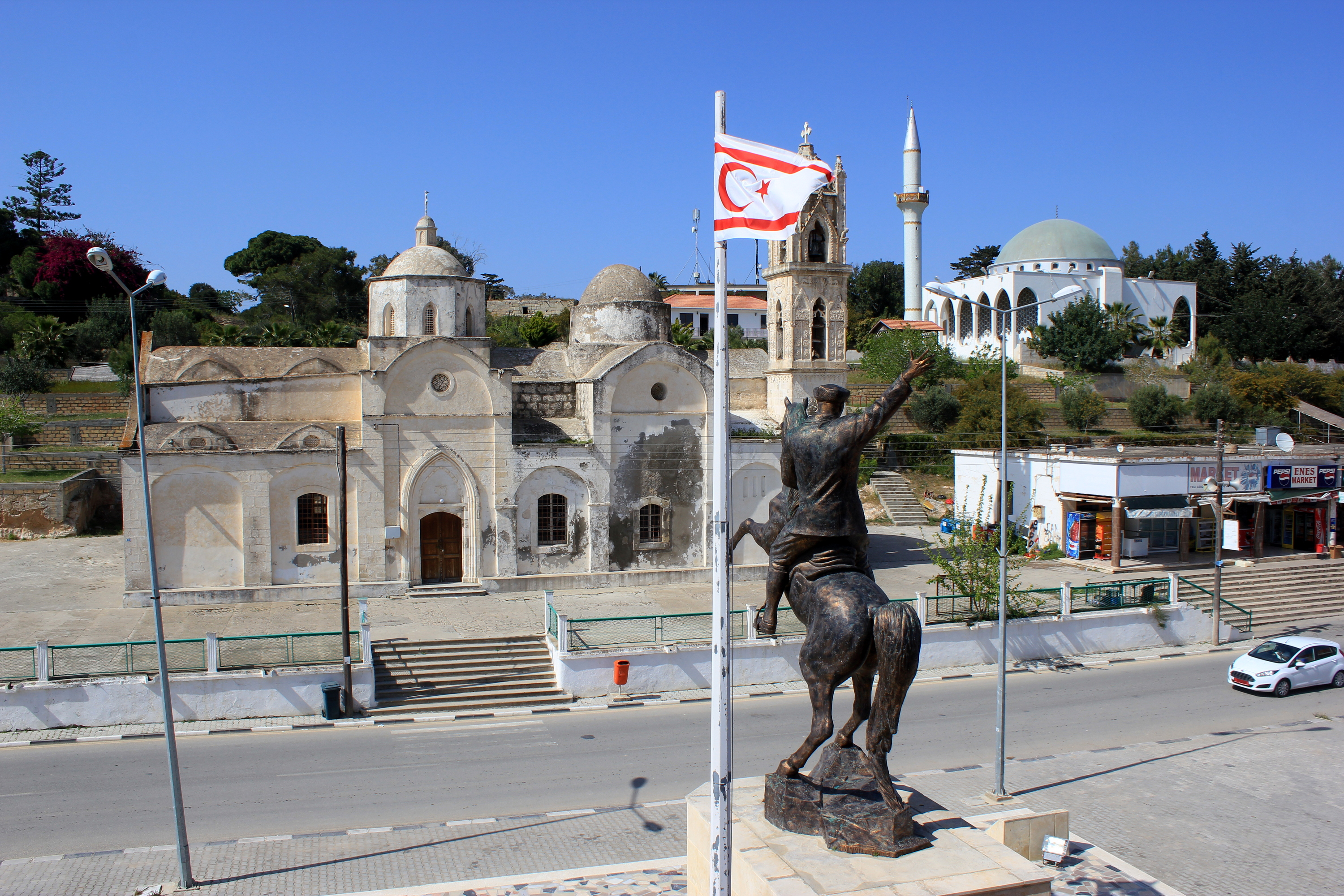
Kirche, Moschee und Reiterstatue Atatürks in Dipkarpaz

Die türkischsprachige Bevölkerung besteht zu etwa 96 % aus sunnitischen Muslimen, eine Minderheit stellen die Aleviten. Der Rest besteht aus Christen (Kirche von Zypern, Erzeparchie Zypern) und einigen Juden.

## Bildung

### Schulsystem
Das Schulsystem in der TRNZ kann in vier Abschnitte unterteilt werden:
- Vorschulbildung: zwischen dem fünften und dem sechsten Lebensjahr
- Volksschulbildung: zwischen dem sechsten und dem elften Lebensjahr (verpflichtend)
- Mittlere Reife in zwei Abschnitten:
  - Erster Abschnitt: Hauptschule (orta okul): zwischen dem 12. und dem 14. Lebensjahr (verpflichtend)
  - Zweiter Abschnitt: Gymnasium (lise): zwischen dem 15. und dem 17. Lebensjahr
- Hochschulbildung

### Hochschulen
In der TRNZ gibt es insgesamt fünf Universitäten, zwei Zweigstellen türkischer Universitäten und eine staatliche Akademie. Von den fünf Universitäten ist eine staatlich und vier sind privat.
Zwischen 2014 und 2015 waren rund 70.000 Studenten an Universitäten in der Türkischen Republik Nordzypern eingeschrieben.

## Geschichte
Am 16. August 1960 wurde Zypern auf der Grundlage des Zürcher und Londoner Abkommens zwischen Großbritannien, Griechenland, der Türkei und den Repräsentanten der griechischen und der türkischen Volksgruppe Zyperns (1959) unabhängig, Großbritannien behielt allerdings die Militärbasen Akrotiri und Dhekelia. Die griechische und die türkischsprachige Volksgruppe sollten gleichberechtigt sein. In der Verfassung wurden der türkischen Volksgruppe feste Repräsentationsrechte eingeräumt. Insbesondere dem Vizepräsidenten, der stets von zyperntürkischer Seite gestellt werden sollte, wurden umfassende Vetorechte eingeräumt. Großbritannien, Griechenland und die Türkei sollten gemäß dem Londoner Garantievertrag von 1959 als Garantiemächte fungieren.
Nachdem die zyperngriechische Seite mit einer Verfassungsänderung versucht hatte, das Vetorecht des (zyperngriechischen) Präsidenten und des (zyperntürkischen) Vizepräsidenten aufzuheben, kam es 1963/1964 zwischen Zyperntürken und Zyperngriechen zu einem bewaffneten Konflikt, der erst durch eine Intervention von UN-Truppen beendet wurde. In der Folge kam es zu einer zunehmenden räumlichen Segregation der beiden Volksgruppen. Die Mehrheit der zyperntürkischen Bevölkerung lebte in Enklaven. Politisch wollten zyperngriechische Nationalisten den Anschluss Zyperns an Griechenland (Enosis), zyperntürkische Nationalisten die Teilung der Insel in zwei Teile (Taksim) erreichen.

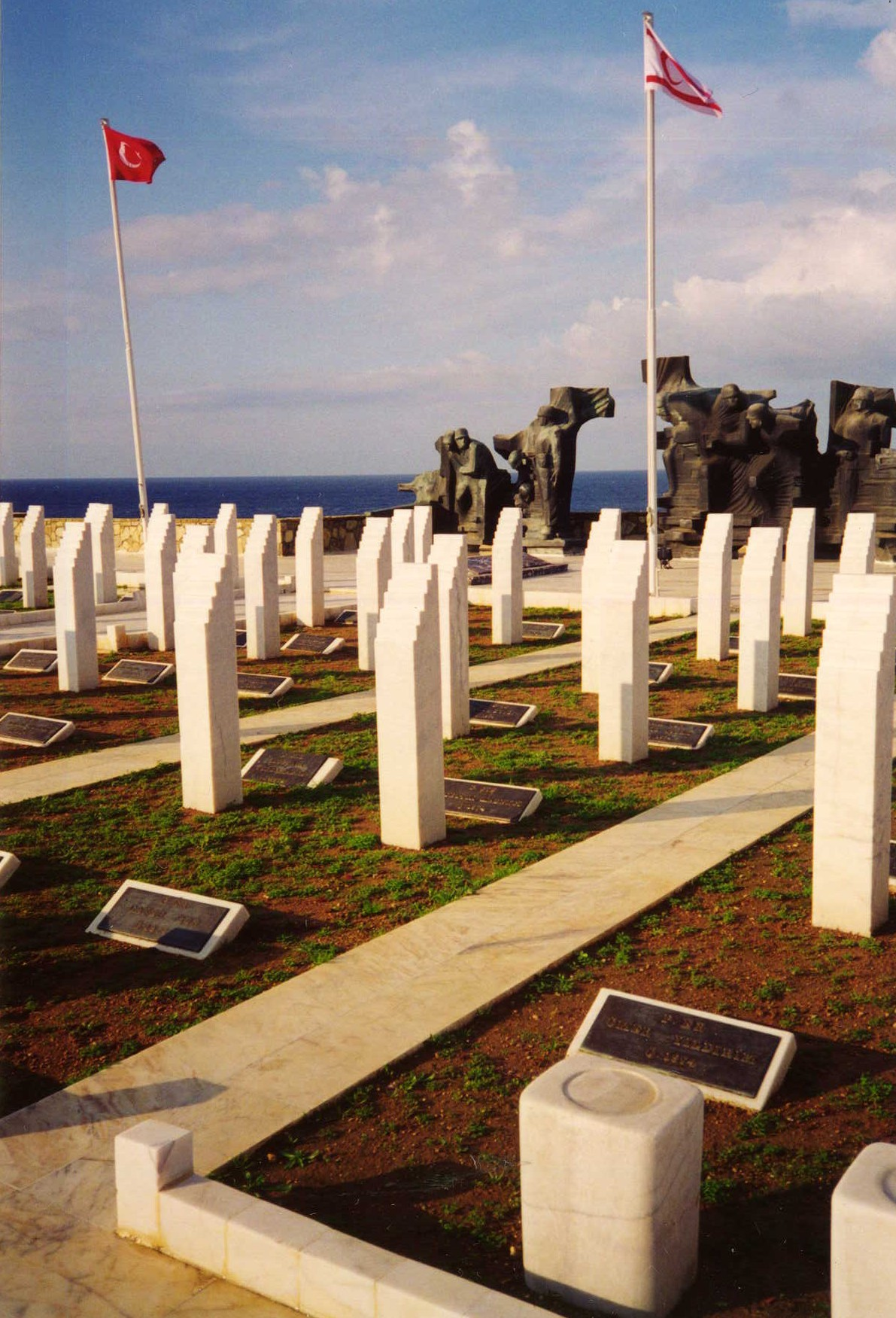
Denkmal und Soldatenfriedhof für die in der „Operation Atilla“ gefallenen türkischen Soldaten

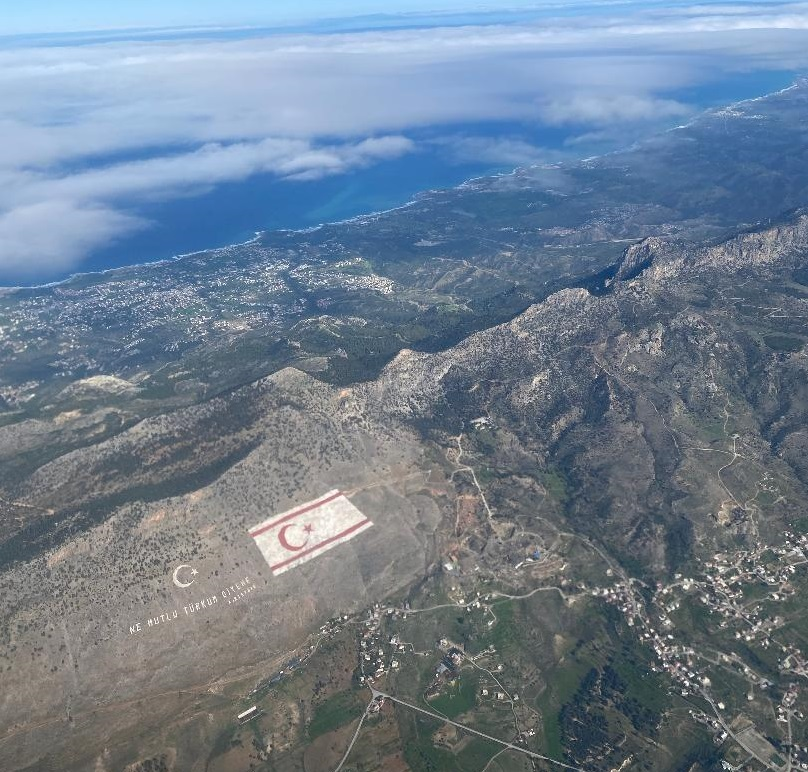
Küstenabschnitt Nordzyperns

Am 15. Juli 1974 unterstützte die Militärjunta in Griechenland einen Putschversuch zyperngriechischer Offiziere gegen Präsident Makarios. Dieser Putsch hatte den Anschluss Zyperns an Griechenland zum Ziel. Die Türkei nahm dies zum Anlass, unter Berufung auf den Londoner Garantievertrag von 1959 militärisch zu intervenieren: Türkische Streitkräfte besetzten am 20. Juli 1974 im Rahmen der „Friedensoperation Zypern“ (Kıbrıs Barış Harekâtı, auch Operation Atilla) den Norden der Insel. Zur Rechtfertigung berief sich die Türkei auf ihren Status als Garantiemacht. 162.000 Zyperngriechen, die mit insgesamt 506.000 Bewohnern 79 % der Inselbevölkerung stellten, wurden aus dem nun besetzten Teil Zyperns vertrieben oder flohen während der Besetzung, eine kleine Minderheit verblieb auf der Halbinsel Karpas (Rizokarpaso), ebenso wie arabischsprachige Maroniten, 1500 gelten als vermisst. Anschließend mussten rund 48.000 Zyperntürken, die mit insgesamt 118.000 Bewohnern etwa 19 % der Inselbevölkerung ausmachten, den Süden der Insel verlassen. Ihr Eigentum an Grund und Boden wurde registriert, um eine Rückgabe bei einer Rückkehr zu erleichtern. Laut Darstellung des türkischen Außenministeriums waren von den Umsiedlungen 120.000 Zyperngriechen und 65.000 Zyperntürken betroffen. Nach Angaben der Europäischen Kommission für Menschenrechte flohen allein während der türkischen Okkupation bis zum 22. August 1974 196.000 Menschen nach Süden; von dort flohen wiederum 40.000 Zyperntürken nach Norden.
Auf den 37 Prozent der Inselfläche, die von der türkischen Armee kontrolliert wurden, wurde am 13. Februar 1975 vom zyperntürkischen Politiker Rauf Denktaş der Türkische Föderativstaat von Zypern ausgerufen, der Teilstaat eines aus zwei Zonen bestehenden zukünftigen zyprischen Bundesstaates sein sollte. Eine solche Lösung wurde von der zyperngriechischen Seite und auch von der internationalen Staatengemeinschaft abgelehnt.
Am 15. November 1983 rief das Parlament des Türkischen Föderativstaats von Zypern unter Berufung auf das Selbstbestimmungsrecht der Völker die Unabhängigkeit aus.
Am 18. November 1983 erklärte der Sicherheitsrat der Vereinten Nationen mit 13 Stimmen gegen die Stimme Pakistans und bei Stimmenthaltung Jordaniens die Unabhängigkeitserklärung für rechtsungültig, da sie mit dem Vertrag über die Gründung der Republik Zypern und den damit zusammenhängenden Garantievertrag unvereinbar sei (Resolution 541). Eine weitere Resolution (Resolution 550) zur Nichtanerkennung wurde am 13. Mai 1984 gegen die Stimme Pakistans und bei Stimmenthaltung der Vereinigten Staaten beschlossen. Lediglich die Türkei akzeptierte das Selbstbestimmungsrecht der Völker als rechtliche Grundlage für die Unabhängigkeitserklärung, während die Staaten des Sicherheitsrats dies überwiegend aus völkerrechtlichen Gründen, aber auch als Verstoß gegen die Zypern-Resolutionen der Generalversammlung der Vereinten Nationen ablehnten. Die Blockfreien sahen die Unabhängigkeitserklärung als Verstoß gegen ihre eigenen Erklärungen, weitere Bedenken betrafen die Angst um den Weltfrieden. Außer von der Türkei wird die Türkische Republik Nordzypern von keinem Mitgliedstaat der Vereinten Nationen anerkannt.
Am 24. April 2004 stimmten in einer Volksabstimmung in der Türkischen Republik Nordzypern 65 Prozent für den Annan-Plan der UN, der die Wiedervereinigung der Insel zu einem Bundesstaat aus zwei Zonen vorsieht und so einen gemeinsamen Beitritt in die EU ermöglichen sollte; im griechischen Südteil lehnte eine Mehrheit diesen Plan jedoch ab.
Nach dem EU-Beitritt der Republik Zypern am 1. Mai 2004 wurde die „Green Line“ – die demilitarisierte Zone zwischen beiden Landesteilen – nicht als EU-Außengrenze definiert. Dadurch wurde es möglich, dass Güter und vor allem Personen, insbesondere EU-Bürger, die über einen Hafen oder Flughafen des Nordens auf die Insel gekommen waren, erstmals die Grenze auch vom Norden in den Süden passieren konnten, was bis dahin vom Südteil nicht geduldet worden war. Damit blieb die EU bei ihrer Position, dass sie völkerrechtlich von der Aufnahme der Gesamtinsel ausgeht und den Norden als Bestandteil der Republik Zypern sieht.

## Politik

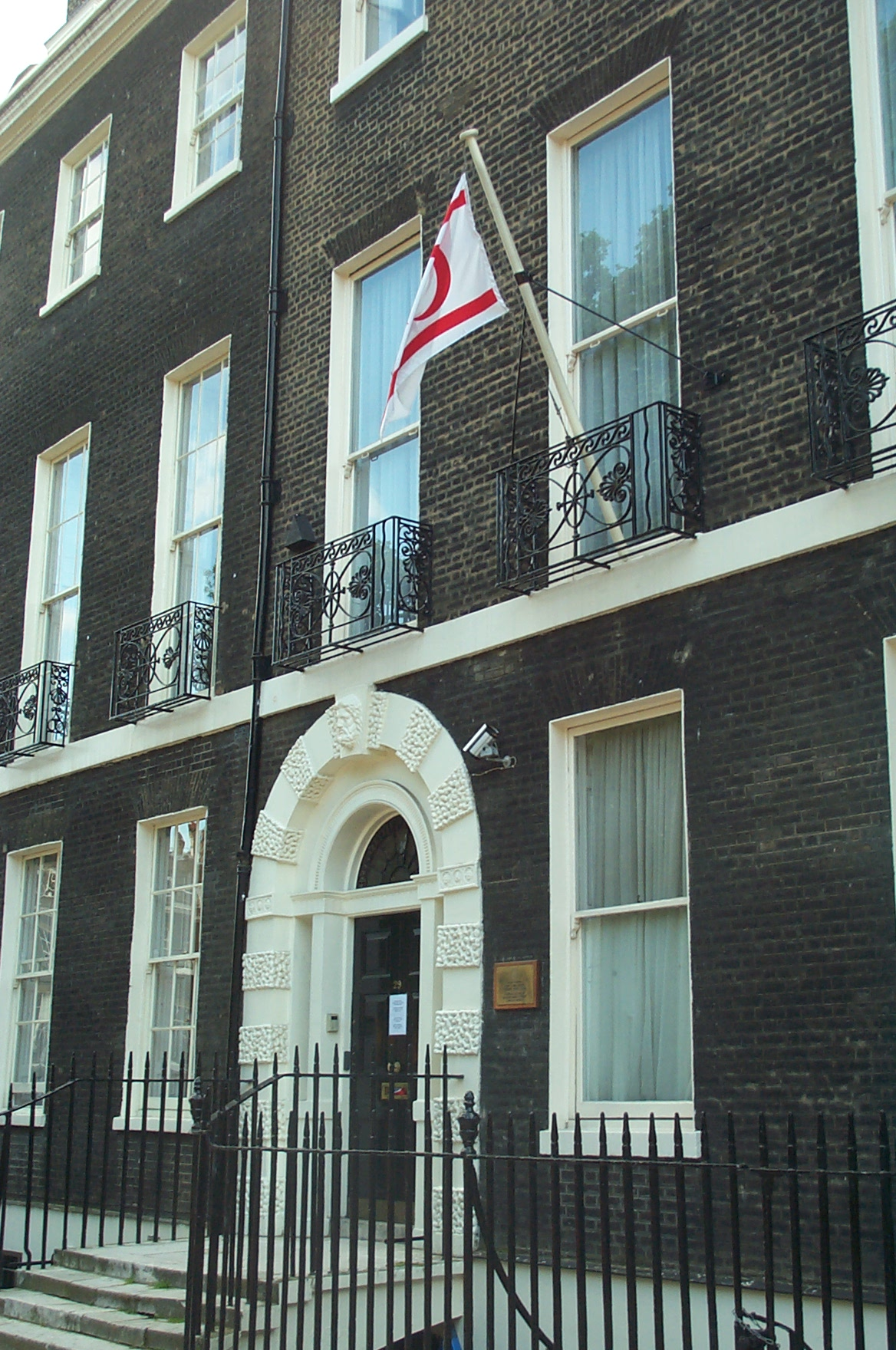
Repräsentanz in London

### Status
Seit der Proklamation der Türkischen Republik Nordzypern am 15. November 1983 betrachtet sich diese als souveräner Staat, nachdem sie sich zuvor seit 1975 unter der Bezeichnung Türkischer Föderativstaat von Zypern als Teilstaat einer in Zukunft entstehenden zyprischen Föderation gesehen hatte. Sie wird jedoch bis heute nur von der Türkei diplomatisch anerkannt.
Seit der Militärintervention 1974 ist die türkische Armee in der Türkischen Republik Nordzypern präsent, nach Angaben des österreichischen Verteidigungsministeriums mit 36.000 Soldaten. Die Vereinten Nationen haben in mehreren Resolutionen (541, 550 u. a.) die Besetzung des Nordteils Zyperns als illegal festgestellt und die Anerkennung der TRNZ durch die Türkei verurteilt.
Nach Ansicht der Staatengemeinschaft gehört das Gebiet zur Republik Zypern und demnach auch zur EU. Die alteingesessenen Zyperntürken, nicht jedoch die nach der Besetzung zugewanderten Siedler aus der Türkei, haben Anspruch auf die Staatsbürgerschaft der Republik Zypern und damit auch auf die Unionsbürgerschaft.

### Innenpolitik
Die TRNZ ist nach der Verfassung von 1985 eine präsidiale Republik. Der Präsident wird auf fünf Jahre direkt vom Volk gewählt. Amtsinhaber ist seit dem 18. Oktober 2020 Ersin Tatar.
Die Versammlung der Republik (Cumhuriyet Meclisi) umfasst 50 Sitze und wird ebenfalls auf fünf Jahre gewählt. Wichtige Parteien sind die Cumhuriyetçi Türk Partisi, die Ulusal Birlik Partisi und die Demokrat Parti.

### Außenpolitik
Die Türkische Republik Nordzypern hat den Status eines Beobachters in der Organisation für Islamische Zusammenarbeit und in der Organisation der Turkstaaten.

### Pressefreiheit
In der Rangliste der Pressefreiheit 2019, welche von Reporter ohne Grenzen herausgegeben wird, belegt Nordzypern Platz 74 von 180 Ländern und hat sich gegenüber 2016 um sechs Plätze und gegenüber 2017 um einen Platz verbessert.

## Wirtschaft

### Währung
Die Türkische Republik Nordzypern benutzt als Währung die Türkische Lira. Obwohl die gemeinsame Euroeinführung mit der Republik Zypern scheiterte, wird der Euro als Mittel zur Förderung des innerzyprischen Handels und der Reduzierung der Abhängigkeit von der Türkei gesehen. Mit der Verwendung des Euros auf beiden Seiten der Grenze soll die Ökonomie der Insel stärker Anschluss an den Weltmarkt finden. Der Euro wird als Hilfe zur Wiedervereinigung und Festigung des Friedens gewertet. Die zyprischen Euromünzen, welche die griechische und die türkische Sprache verwenden, wurden so gestaltet, dass ein ausschließlicher Bezug zum südlichen Teil der Insel vermieden wurde. Im Oktober 2015 begannen die technischen Maßnahmen für den Wechsel zum Euro, der binnen eines Jahres eingeführt wurde und parallel zur Lira genutzt wird.

### Isolation und Handelsembargos
Die Türkische Republik Nordzypern ist international isoliert und kann nicht an internationalen Wettbewerben sowie am Welthandel teilnehmen. Nach dem Annan-Plan-Referendum versprach die EU die Isolation und Bestimmungen über das Handelsembargo aufzuheben, doch hat sich an dem Zustand seither wenig geändert. So sind bis heute keine Direktflüge in die TRNZ möglich; Luftfahrzeuge sind gezwungen, eine Zwischenlandung in der Türkei vorzunehmen.

## Infrastruktur
Die Türkische Republik Nordzypern hat einen Flughafen, den Flughafen Ercan. Die Flugplätze Geçitkale und Pınarbaşı werden nur durch die Türkische Luftwaffe angeflogen.
Zypern betrachtet die Nutzung der See- und Flughäfen der Türkischen Republik Nordzypern grundsätzlich als illegal. Allerdings wird eine Einreise über Nordzypern seit dem EU-Beitritt nicht mehr geahndet. Zusätzlich sieht die EU eine Erleichterung für EU-Bürger vor. Demnach können EU-Bürger unabhängig vom Einreiseort den Zoll in beide Richtungen überqueren.
In der Türkischen Republik Nordzypern herrscht Linksverkehr. Die Straßen sind in guter Verfassung. Eisenbahnverkehr gibt es nicht mehr. Die auch auf dem Gebiet der heutigen Türkischen Republik Nordzypern verkehrende Cyprus Government Railway wurde bereits 1951 stillgelegt.

## Verwaltungsgliederung
Die TRNZ ist in sechs administrative Distrikte (İlçe) unterteilt, nämlich Lefkoşa, Gazimağusa, Girne, Güzelyurt, İskele und Lefke.
Bedeutendere Orte sind (Namen griechisch/türkisch): Kythrea/Değirmenlik, Rizokarpaso/Dipkarpaz, Famagusta/Gazimağusa, Kyrenia/Girne, Morfou/Güzelyurt, Trikomo/İskele, Lapithos/Lapta, Lefgios/Lefke, Vóreia Lefkosía/[Kuzey] Lefkoşa (Nord-Nikosia) und Yialousa/Yeni Erenköy.
Innerhalb des Gebietes der TRNZ ist Lefkoşa (Nord-Nikosia) die größte Stadt. Die Stadt Nikosia ist durch eine von den UNFICYP-Soldaten eingerichtete Pufferzone zweigeteilt. Während der Nordteil von der TRNZ kontrolliert wird, wird der Südteil von der Republik Zypern verwaltet. Insgesamt gibt es rund 200 Ortschaften.

## Kultur

### Feiertage
| Datum        | Islamisches Datum                      | Türkischer Name                         | Deutscher Name                                                               | Anmerkungen |
| ------------ | -------------------------------------- | --------------------------------------- | ---------------------------------------------------------------------------- | --- |
| 1. Januar    |                                        | Yılbaşı                                 | Neujahr                                                                      | Feier zum Anlass des ersten Tages des Jahres                                                                                                 |
| 23. April    |                                        | Ulusal Egemenlik ve Çocuk Bayramı       | Feiertag der Nationalen Souveränität und des Kindes                          | Erinnerung an die Eröffnung der Nationalversammlung, Souveränität der Fundamente der Republik.                                               |
| 1. Mai       |                                        | Emek ve Dayanışma Günü                  | Tag der Arbeit und Solidarität (Erster Mai)                                  | |
| 19. Mai      |                                        | Atatürk’ü Anma, Gençlik ve Spor Bayramı | Feiertag der Jugend, des Sports und an das Gedenken an Mustafa Kemal Atatürk | Erinnerung an Atatürks Ankunft in Samsun |
| 20. Juli     |                                        | 20 Temmuz Barış ve Özgürlük Bayramı     | Feiertag des Friedens und der Freiheit                                       | Feiertag zur Intervention der Türkischen Streitkräfte im Jahre 1974                                                                          |
| 1. August    |                                        | 1 Ağustos Toplumsal Direniş Bayramı     | Feiertag des sozialen Widerstands                                            | Feiertag zur Gründung der Türk Mukavemet Teşkilatı und der Streitkräfte der Türkischen Republik Nordzypern                                   |
| 30. August   |                                        | Zafer Bayramı                           | Feiertag der Befreiung                                                       | Erinnerung an den entscheidenden Sieg des „Başkomutanlık Meydan Savaşı“ im türkischen Befreiungskrieg                                        |
| beweglich*   | 1. bis 3. Schawwal (10. Monat)         | Ramazan Bayramı                         | Fest des Fastenbrechens                                                      | Abschluss des Fastenmonats Ramadan |
| 29. Oktober  |                                        | Türkiye Cumhuriyet Bayramı              | Feiertag der Republik Türkei                                                 | Nationalfeiertag, Erinnerung an die Ausrufung der Republik Türkei durch Atatürk im Jahre 1923                                                |
| 15. November |                                        | KKTC Cumhuriyet Bayramı                 | Feiertag der Republik Nordzypern                                             | Nationalfeiertag, Erinnerung an die Ausrufung der Republik Nordzypern durch Rauf Denktaş im Jahre 1983                                       |
| beweglich*   | 10. bis 13. Dhu l-hiddscha (12. Monat) | Kurban Bayramı                          | Opferfest                                                                    | Höchster islamischer Feiertag, Gedenken an den Propheten Ibrahim, der bereit war, seinen Sohn Ismail zu opfern (siehe auch Opferung Isaaks). |

* Das Datum dieser Feiertage ergibt sich aus dem islamischen Kalender, das entsprechende Datum des Gregorianischen Kalenders ist in jedem Jahr ein anderes.

### Musik

#### Volksmusik
Viele traditionelle Lieder werden mit der griechisch-zypriotischen Gemeinschaft geteilt. Die Volksmusik besteht aus einer reichen Vielfalt lokaler Melodien, die in begrenztem Maße von der türkischen Festlandmusik beeinflusst sind. Historisch gesehen wurde es um die Tradition der Hochzeiten herum geformt, den wichtigsten gesellschaftlichen Zusammenkünften der damaligen Zeit. Dabei wurden bei diesen Versammlungen Geigen, Darbuka, Zurna und Trommeln stark genutzt.

#### Klassische Musik
In Nordzypern werden sowohl westliche als auch osmanische Stile klassischer Musik aufgeführt. Das „Northern Cyprus State Symphony Orchestra“ wurde 1975 gegründet, aber die Bemühungen, es zu entwickeln und zu fördern, waren nie erfolgreich. 2014 wurde das „Presidential Symphony Orchestra“ gegründet. Es sollte ursprünglich aus 39 Musikern bestehen, gab aber sein erstes Konzert in der Abtei Bellapais in Kyrenia mit 61 teilnehmenden Musikern, die alle türkische Zyprioten waren. Die Abtei Bellapais veranstaltet internationale Festivals für klassische Musik, darunter das Bellapais International Festival of Classical Music, und gilt als wichtige Plattform für klassische Musik.

#### Musik heutzutage
Heute organisieren türkisch-zypriotische Städte und Gemeinden regelmäßig Festivals mit Auftritten lokaler und internationaler Sänger und Bands. Einige türkisch-zypriotische Sänger, wie beispielsweise Ziynet Sali, Işın Karaca oder Buray, haben in der Türkei Berühmtheit erlangt.

### Theater
Das Theater in Nordzypern wird hauptsächlich vom türkisch-zypriotischen Staatstheater, städtischen Theatern und einer Reihe privater Theatergruppen durchgeführt. In Nordzypern gibt es keine großen Theatersäle, die speziell für das Theater gebaut wurden, daher finden Theaterstücke oft in Konferenzsälen statt.
Das Städtische Theater von Nikosia ist eine der wichtigsten Theatergruppen in Nordzypern, seine Stücke sprechen ein breites Publikum in der Türkei und auf Zypern an.

### Volkstänze
Die türkisch-zypriotische Kultur umfasst auch eine große Vielfalt an Volkstänzen mit verschiedenen Einflüssen, darunter verschiedene Versionen von Karsilamas, Çiftetelli und Zeybek. Es gibt keine bestimmte Anzahl türkisch-zypriotischer Volkstänze und Tänze haben in verschiedenen Regionen unterschiedliche Namen und Stile. Tänze konnten ausschließlich für Männer, Frauen oder für gemischte Gruppen sein. Diese Volkstänze waren in der Vergangenheit neben der Volksmusik ein wesentlicher Bestandteil der Hochzeiten. und tragen Motive traditioneller Unterhaltung, Lebensstile und wichtiger Anlässe.
Eine unter den türkischen Zyprioten immer noch bestehende Volkstanztradition ist das „Testi oyunu“.

### Sport
In Nordzypern gibt es 29 Sportverbände, in denen 2008 13.838 Personen registriert waren. Taekwondo, Karate, Aikidō und Kurash ist mit 6.054 Athleten die beliebteste Sportart. Danach folgt Vereinsfußball (2240 Athleten).

## Postwesen
Da der Weltpostverein die Republik Nordzypern nicht als eigenen Staat anerkennt, werden Briefe, die an Adressen in der TRNZ adressiert sind, als „nicht zustellbar“ an den Absender zurückgeschickt. Dieses Problem wird umgangen, indem Briefe an Adressaten in Nordzypern über eine Postleitzahl in der türkischen Hafenstadt Mersin geleitet werden.

### Kultur
- Pınar Uluçay: A critical evaluation of the town planning law of Northern Cyprus in line with the European spatial development perspective, Thesis (Ph.D.) an der Eastern Mediterranean University, Faculty of Architecture, 2013. online (PDF).
- Marko Kiessel, Asu Tozan: Orthodox Church Architecture in the northern districts of Cyprus from the mid-19th century to 1974. In: Prostor 22,2 (2014) S. 161–173. online (PDF; 537 kB).
- Şebnem Önal Hoşkara, Naciye Doratlı: A Critical Evaluation of the Issue of Conservation of Cultural Heritage in North Cyprus. In: Cyprus Review 24,1 (2012) S. 849–872. online (PDF; 361 kB)
- Samuel Andrew Hardy: Interrogating Archaeological Ethics in Conflict Zones: Cultural Heritage Work in Cyprus, Diss., University of Sussex, 2010, S. 112 (online, PDF)

### Politik
- Stefan Talmon: Kollektive Nichtanerkennung illegaler Staaten. Grundlagen und Rechtsfolgen einer international koordinierten Sanktion, dargestellt am Beispiel der Türkischen Republik Nord-Zypern (= Jus publicum. Band 154). Mohr Siebeck, Tübingen 2006
- Md Ataur Rahman Biswas: The Cyprus Issue: Reflection on TRNC, in: The Arts Faculty Journal 4 (2010/11; englisch) S. 137–146.

### Reiseführer
- Peter-Jürgen Albrecht: Nord-Zypern, Ein Reisebuch. Havellia-Verlag, Berlin 1995.